# I-88 (восток)
I-88 (Interstate 88) — межштатная автомагистраль в Соединённых Штатах Америки. Общая протяжённость магистрали — 117,75 мили (189,50 км). Полностью располагается на территории штата Нью-Йорк. 

## Маршрут магистрали
Западный конец Interstate 88 располагается немного севернее центра Бингемтона, на пересечении с Interstate 81. Затем I-88 пересекает реку Ченанго, в городке Порт-Дикинсон соединяясь с NY 7. В Колсвилле NY 7 отсоединяется от магистрали I-88, однако на протяжёнии всего пути двигается параллельно ей. В городе Онеонта Interstate 88 соединяется с NY 28. После Онеонты NY 28 направляется на север, вдоль реки Саскуэханна, а I-88 двигается на восток, по округу Отсего. Затем Interstate 88 проходит по округам Скэхери и Скенектади. В последнем округе магистраль пересекает US 20 и NY 7. I-88 заканчивается на пересечении с I-90, самой длинной межштатной автомагистралью, в западной части округа.

## Основные развязки
- NY 23 / NY 28, Онеонта
- US 20, Дуэйнсберг